# Isabel Ponce de León
Isabel Ponce de León (m. c. 1367). Dama castellana de la familia Ponce de León. Fue hija de Pedro Ponce de León, señor de Cangas y Tineo, y de Sancha Gil de Chacim.
Fue señora de Villanueva de los Infantes, Castrelo y Espinosa, y tataranieta del rey Alfonso IX de León.

## Orígenes familiares
Fue hija de Pedro Ponce de León y de Sancha Gil de Chacim, y por parte paterna era nieta de Fernán Pérez Ponce de León, adelantado mayor de la frontera de Andalucía y mayordomo mayor del rey Alfonso X, y de Urraca Gutiérrez de Meneses. Y por parte materna era nieta de los nobles portugueses Gil Núñez de Chacim y María Martínez Zote.
Fue hermana, entre otros, de Rodrigo Pérez Ponce de León, señor de la Puebla de Asturias y caballero de la Orden de la Banda, que contrajo matrimonio con Isabel de la Cerda, y de Urraca Ponce de León, que contrajo matrimonio con Enrique Enríquez el Mozo, señor de Villalba de los Barros y bisnieto de Fernando III de Castilla.

## Biografía
Se desconoce su fecha de nacimiento. Su padre, Pedro Ponce de León, fue señor de la Puebla de Asturias, Cangas y Tineo, y ocupó los cargos de mayordomo mayor del rey Fernando IV de Castilla, adelantado mayor de la frontera de Andalucía y adelantado mayor de Galicia, siendo además uno de los nobles más destacados durante el reinado de Fernando IV y el primer período de la minoría de edad de Alfonso XI de Castilla.
Su padre falleció en 1314, y ella contrajo matrimonio en fecha desconocida con Pedro Fernández de Castro, señor de Lemos, Monforte y Sarria e hijo de Fernando Rodríguez de Castro y de Violante Sánchez de Castilla, hija ilegítima a su vez del rey Sancho IV de Castilla. Y su esposo, al que dio dos hijos, llegó a ocupar los cargos de mayordomo mayor del rey, adelantado mayor de la frontera de Andalucía, de Galicia y de Murcia y la pertiguería mayor de Santiago, siendo uno de los magnates más poderosos durante el reinado de Alfonso XI, que le concedió numerosas mercedes.
En el capítulo CCLXXXII de la Crónica de Alfonso XI se hace referencia a Isabel Ponce de León durante el sitio de Algeciras, al mencionar que cuando su hermano Rodrigo Pérez Ponce se incorporó al asedio en enero de 1343, el rey Alfonso XI le ordenó que se situara junto a su cuñado, Pedro Fernández de Castro, «porque D. Pedro era casado con hermana de D. Ruy Pérez et avianse de ayudar». Pero poco después, en la primavera de 1343, Pedro Fernández de Castro falleció a consecuencia de la epidemia que asoló al ejército castellano mientras asediaban Algeciras, y fue sepultado en la capilla de San Jorge y Santa Úrsula, que él había fundado con el propósito de destinarla a panteón familiar en la catedral de Santiago de Compostela.
En 1344 Isabel Ponce de León participó en el reparto de los bienes de sus padres, y en 1348 su hermano Rodrigo Pérez Ponce la instituyó como una de sus herederas en su testamento.
Su hijo, Fernán Ruiz de Castro, fue nombrado conde de Trastámara, Lemos y Sarria el 27 de junio de 1366 por el rey Pedro I de Castilla, y el 30 de abril de 1367 Isabel Ponce ordenó expedir una copia de ese nombramiento en la ciudad de Zamora por medio del notario público de la colación de Santiago del Burgo.
Se desconoce su fecha exacta de defunción, aunque el historiador Eduardo Pardo de Guevara y Valdés señaló que su muerte debió ocurrir alrededor de 1367.

## Matrimonio y descendencia
Fruto de su matrimonio con Pedro Fernández de Castro nacieron dos hijos:
- Fernán Ruiz de Castro (m. 1377). Fue conde de Trastámara, Lemos y Sarria, y ocupó los cargos de mayordomo mayor y alférez del rey Pedro I de Castilla.[17]
- Juana de Castro (m. 1374). Reina consorte de Castilla por su matrimonio en 1354 con Pedro I de Castilla.[18] Fue sepultada en la catedral de Santiago de Compostela.[19]